# جو ماگلیا
جو ماگلیا (انگلیسی: Joe Moglia؛ زادهٔ ۱ آوریل ۱۹۴۹) مربی فوتبال آمریکایی بازنشسته، کارآفرین، نویسنده و مدیر اجرایی اهل ایالات متحده آمریکا است، که هم‌اکنون ریاست هیئت مدیره شرکت خدمات مالی تی‌دی امریترید را برعهده دارد.